# 삽살개
삽살개는 개 품종의 하나로, 삽사리라고도 한다.
한반도의 동남부 지역에 널리 서식하던 한국의 토종 개이며, 장모종과 단모종이 있다. 키는 수컷이 51cm, 암컷은 49cm이며 생김새는 장모종의 경우 온몸이 긴털로 덮여 있다. 눈은 털에 가려서 보이지 않는다. 귀는 누웠으며 주둥이는 비교적 뭉툭하여 진돗개처럼 뾰족하지 않다. 꼬리는 들려 올라가며 머리가 커서 그 모습이 꼭 사자를 닮았다. 성격은 대담하고 용맹하며, 주인에게 충성스럽지만 주인을 무는 경우도 있다. ‘귀신과 액운을 쫓는 개’라는 뜻을 지닌 삽살개는 이름 자체도 순수한 한국어로서 가사(歌詞), 민담, 그림 속에 자주 등장한다. 신라시대에는 주로 귀족사회에서 길러져 오다가 통일신라가 망하면서 일반 백성들이 키우게 된 것으로 알려져 있다. 동네마다 흔하던 삽살개는 일제 강점기인 1940년 이후 일본이 개를 전쟁에 필요한 가죽 공급원으로 삼아 많은 수를 죽임에 따라 그 수가 급격히 줄어 멸종의 위기에까지 이르렀다. 그러나 1960년대 말 경북대 교수들에 의해 30여 마리의 삽살개가 수집, 보존되기 시작했으며 최근에는 500여 마리로 늘었다. 특히 경산 삽살개는 고유 혈통 보존을 위해 천연기념물로 지정되어 보호받고 있다 단모 삽살개는 극히 적다.

## 같이 보기
- 동경이
- 진돗개
- 풍산개